# プレドラグ・ラドサヴリェヴィッチ
プレドラグ・ラドサヴリェヴィッチ（Predrag Radosavljević、1963年6月24日 - ）は、アメリカ合衆国の元サッカー選手。元アメリカ代表。ポジションはミッドフィールダー。

## 来歴
1996年にアメリカ代表デビュー。1998 CONCACAFゴールドカップでは全4試合に出場し2得点をあげ、チームも準優勝した。1998 FIFAワールドカップにも2試合に出場した。2001年までに28試合に出場、4得点をあげた。

## 代表歴

### 出場大会
- アメリカ代表
  - 1998 FIFAワールドカップ

### 試合数
- 国際Aマッチ 28試合 4得点（1996年-2001年）[1]

| アメリカ代表 | 国際Aマッチ | 国際Aマッチ |
| 年           | 出場        | 得点        |
| ------------ | ----------- | ----------- |
| 1996         | 4           | 1           |
| 1997         | 8           | 1           |
| 1998         | 14          | 2           |
| 1999         | 0           | 0           |
| 2000         | 0           | 0           |
| 2001         | 2           | 0           |
| 通算         | 28          | 4           |